# Heian-kyō
Heian-kyō (平安京 hoặc 平安京 (Bình An Kinh)) là một trong một số tên cũ của thành phố Kyoto. Đây từng là kinh đô của Nhật Bản trong hơn một nghìn năm, từ 794 đến 1868 với sự gián đoạn vào năm 1180.

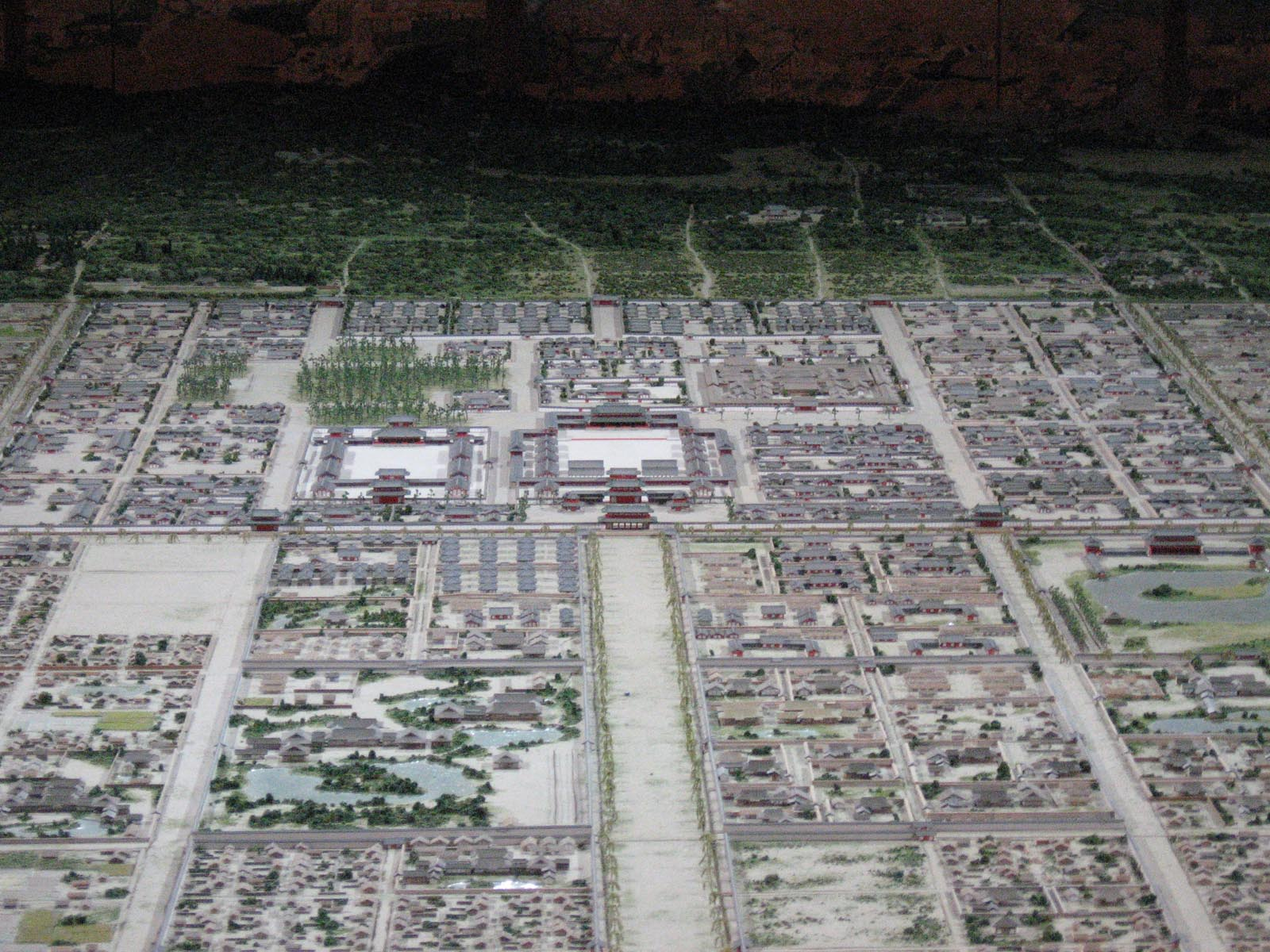
Daidairi (大内裏) và cảnh quan thành phố của Heian-kyō (mô hình thu nhỏ tại Trung tâm học tập suốt đời thành phố Kyoto)

Thiên hoàng Kanmu, theo lời khuyên của cận thần Wake no Kiyomaro, đã cho di chuyển hoàng gia từ cựu đô Nagaoka-kyō gần đó và thành lập tân đô vào năm 794, đánh dấu sự khởi đầu của thời kỳ Heian của lịch sử Nhật Bản. Kinh thành được xây dựng phỏng theo kinh đô Trường An của nhà Đường (nay là Tây An). Nó vẫn là trung tâm chính trị chính cho đến năm 1185, khi samurai gia tộc Minamoto đánh bại Taira trong Chiến tranh Genpei, di chuyển bộ máy chính quyền trung ương sang Kamakura và thành lập Mạc phủ Kamakura.
Mặc dù quyền lực chính trị sau đó nằm trong tay tầng lớp samurai trong suốt ba thời kỳ shōgun nối tiếp nhau, Heian vẫn là trị sở của triều đình và là nơi ở của Hoàng gia, nên nó vẫn giữ vai trò địa vị kinh đô. Triều đình sau đó đã được chuyển đến Tokyo vào năm 1868, nhưng vì không có luật nào khiến Tokyo trở thành thủ đô, có quan điểm cho rằng hợp pháp hay chính thức của Kyoto vẫn là thủ đô cho đến tận ngày nay.
Năm 1994, thành phố Kyoto đã tổ chức nhiều sự kiện kỷ niệm 1200 năm thành lập.

## Chú thích

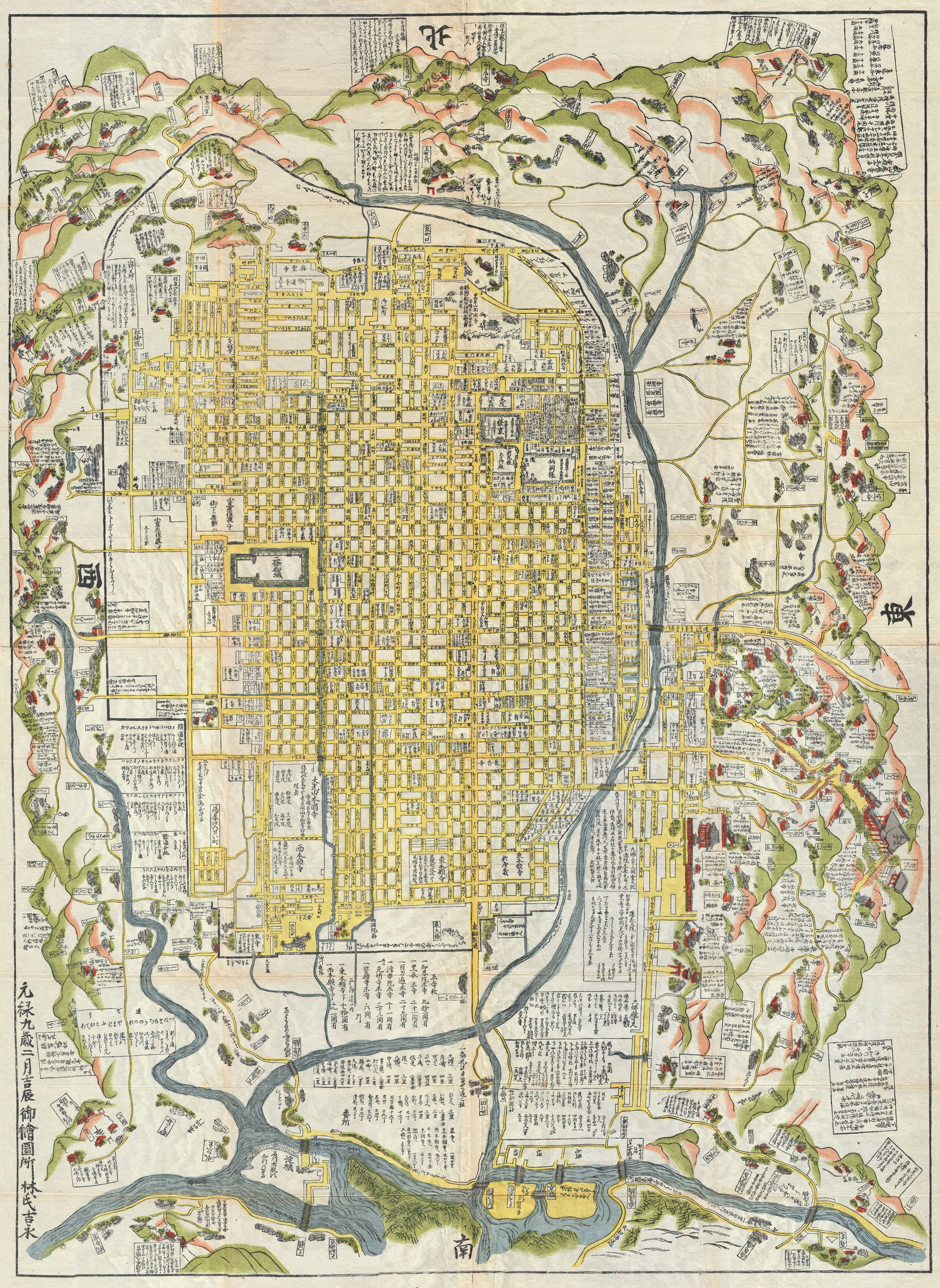
Bản đồ của Heian-kyō, 1696

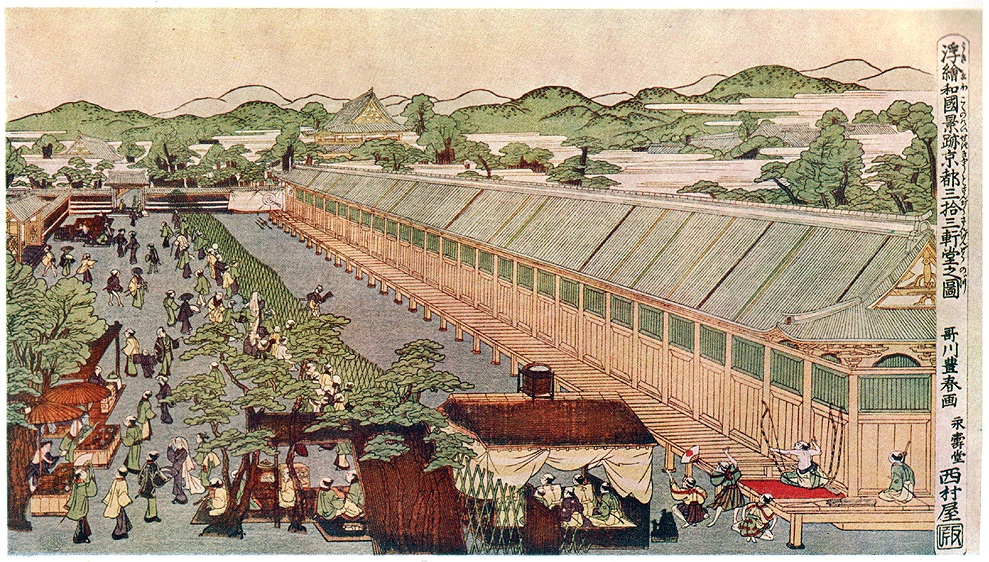
Phối cảnh các địa điểm ở Nhật Bản: Sanjūsangen-dō ở Kyoto
Utagawa Toyoharu, k. 1772–1781

## Bản đồ

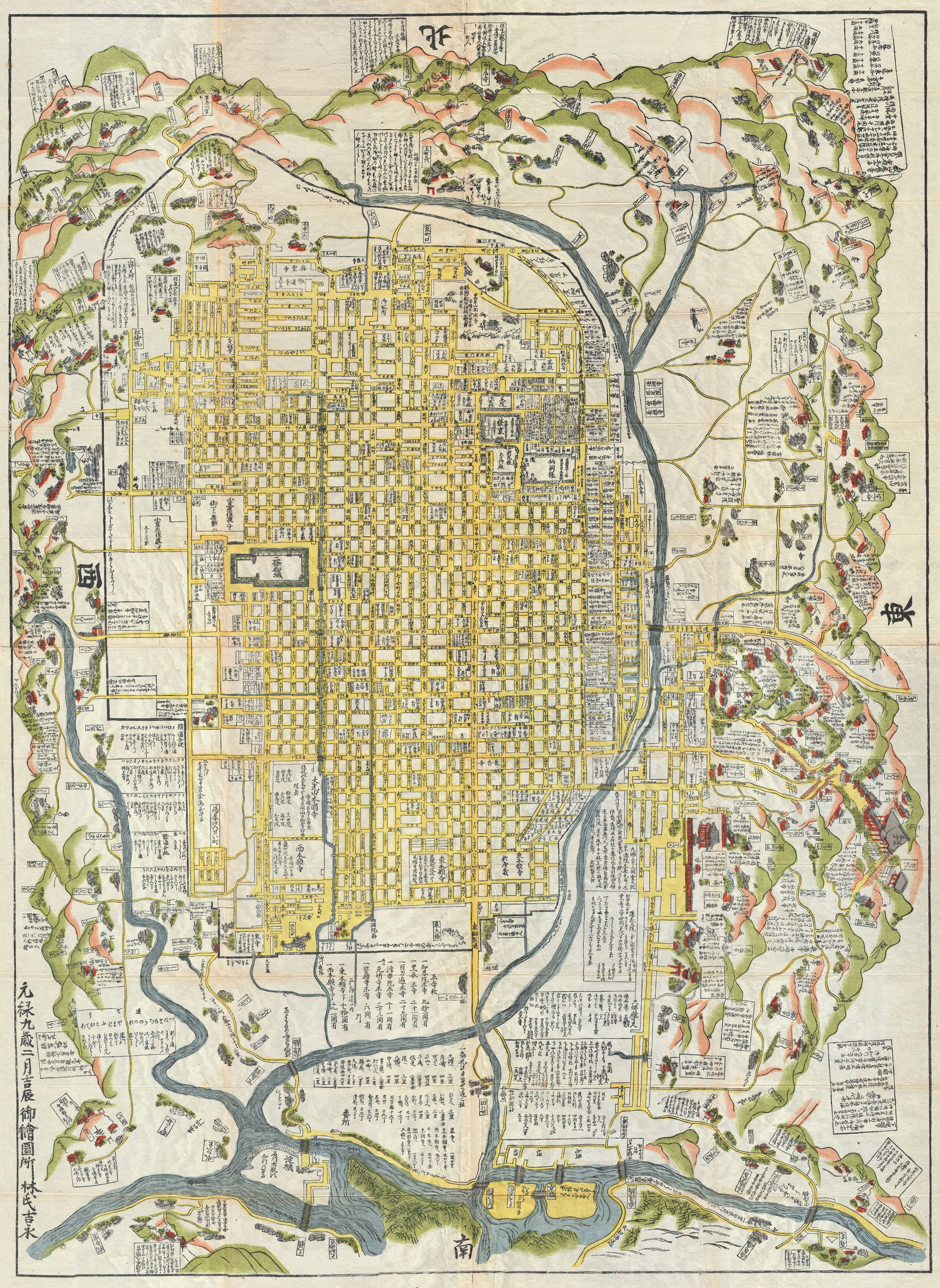
Bản đồ cũ của Kyoto

Dưới đây là bản đồ năm 1696 của Kyoto, được gọi là http://tois.nichibun.ac.jp/chizu/santoshi_157.html Lưu trữ ngày 8 tháng 10 năm 2016 tại Wayback Machine được tổ chức bởi Trung tâm nghiên cứu quốc tế về nghiên cứu Nhật Bản (Nichibunken).